# Epiplatys esekanus
Epiplatys esekanus är en fiskart som beskrevs av Scheel, 1968. Epiplatys esekanus ingår i släktet Epiplatys och familjen Nothobranchiidae. IUCN kategoriserar arten globalt som livskraftig. Inga underarter finns listade i Catalogue of Life.